# John Tojeiro
John Tojeiro, född 3 december 1923 i Estoril, Portugal, avliden 16 mars 2005 i Cambridge var en brittisk-portugisisk bilkonstruktör.
Tojeiro jobbade som chassiingenjör åt flera formel 1- och  sportvagnsstall, bland andra Ecurie Ecosse. Han konstruerade även chassit till AC Ace för AC Cars.